# Вагон Pafawag
Вагон PAFAWAG (обозначение по технической документации — вагон завода Pafawag серия 1Aw/2Aw/3Aw) — пассажирский вагон, предназначенный для эксплуатации на узкоколейных железных дорогах. Поставлялись в СССР для эксплуатации на узкоколейных железных дорогах колеи 750 мм МПС СССР, производился в Польше, заводом «Pafawag» с 1957 по 1960 год.

## История
Вагоны были заказаны в Польской народной республике в рамках организации экономического сотрудничества в области железнодорожного транспорта. В то же время для сети узкоколейных железных дорог МПС СССР нуждались в пассажирских вагонах высокого качества, которые в СССР не производились.
Выпускавшиеся в СССР узкоколейные вагоны предназначались для ведомственных узкоколейных железных дорог и по характеристикам, качеству изготовления, а также соблюдению норм по обслуживанию пассажиров, не были в достаточной степени приспособлены для эксплуатации на сети УЖД МПС СССР.
Первые вагоны были поставлены в 1956 году и проходили испытание на сети УЖД Прибалтийской железной дороги в Эстонии. В 1958 году была выполнена модернизация тележки вагона, с заменой оригинальной конструкции на вариант тележки производства мыйзакюльских железнодорожных мастерских в Эстонской ССР. Всего в СССР было поставлено до 560 вагонов.

## Технические характеристики
На УЖД эксплуатировались вагоны «Pafawag» двух серий:
- Серия 2Aw — c тележкой заводской конструкции
- Серия 3Aw — с модернизированной тележкой

| Годы постройки                       | 1957—1960   |
| Число осей                           | 4           |
| Масса вагона                         | ~ 16,8 тонн |
| Число мест для сидения               | 38          |
| Общее количество мест                | 60          |
| Длина вагона по раме                 | 14 200 мм   |
| Ширина вагона                        | 2260 мм     |
| Высота от головки рельса             | 3170 мм     |
| Минимальный радиус проходимых кривых | 60 м        |

## Иные модификации
В процессе эксплуатации в сетях УЖД МПС СССР, определённая часть вагонов силами ремонтных депо эксплуатирующих предприятий подвергнута реконструкции, с целью увеличения эксплуатационных возможностей вагонов. Так, некоторая часть вагонов была переделана в почтово-багажные, а в Гайворонской УЖД, где при реконструкции обычные «сидячие» вагоны были переделаны в спальные — частью в плацкартные, частью в купейные.
Определённые модернизации вагонов проводились и в процессе эксплуатации вагонов на детских железных дорогах (ДЖД). Так, на некоторых вагонах (в зависимости от особенностей ДЖД) изменялись ударно-сцепные устройства, жёсткие сидячие вагоны переделывались в мягкие сидячие, оригинальные оконные рамы заменялись на стеклопакеты.

## Эксплуатация на детских железных дорогах
Около 200 вагонов, частью изначально, а большей частью со временем закрытия части сети УЖД МПС СССР, передавались на эксплуатацию на сеть детских железных дорог. Так со временем большая часть вагонов Pafawag сосредоточилась на ДЖД, и на сегодняшний день 9/10 вагонов Pafawag, находящихся в эксплуатации, работают на ДЖД. На данный момент один шестивагонный состав: «Украина» из вагонов Pafawag эксплуатируется на Малой Южной железной дороге (г. Харьков) и один реконструированный трехвагонный состав «Тихий Дон» эксплуатируется на Ростовской детской железной дороге.